# 帕查維塔
帕查維塔是哥倫比亞的城鎮，位於該國東北部，由博亞卡省負責管轄，距離首府通哈76公里，始建於1716年11月17日，面積68平方公里，2005年人口2,968。
5°08′N 73°24′W / 5.133°N 73.400°W